# 瑞典门

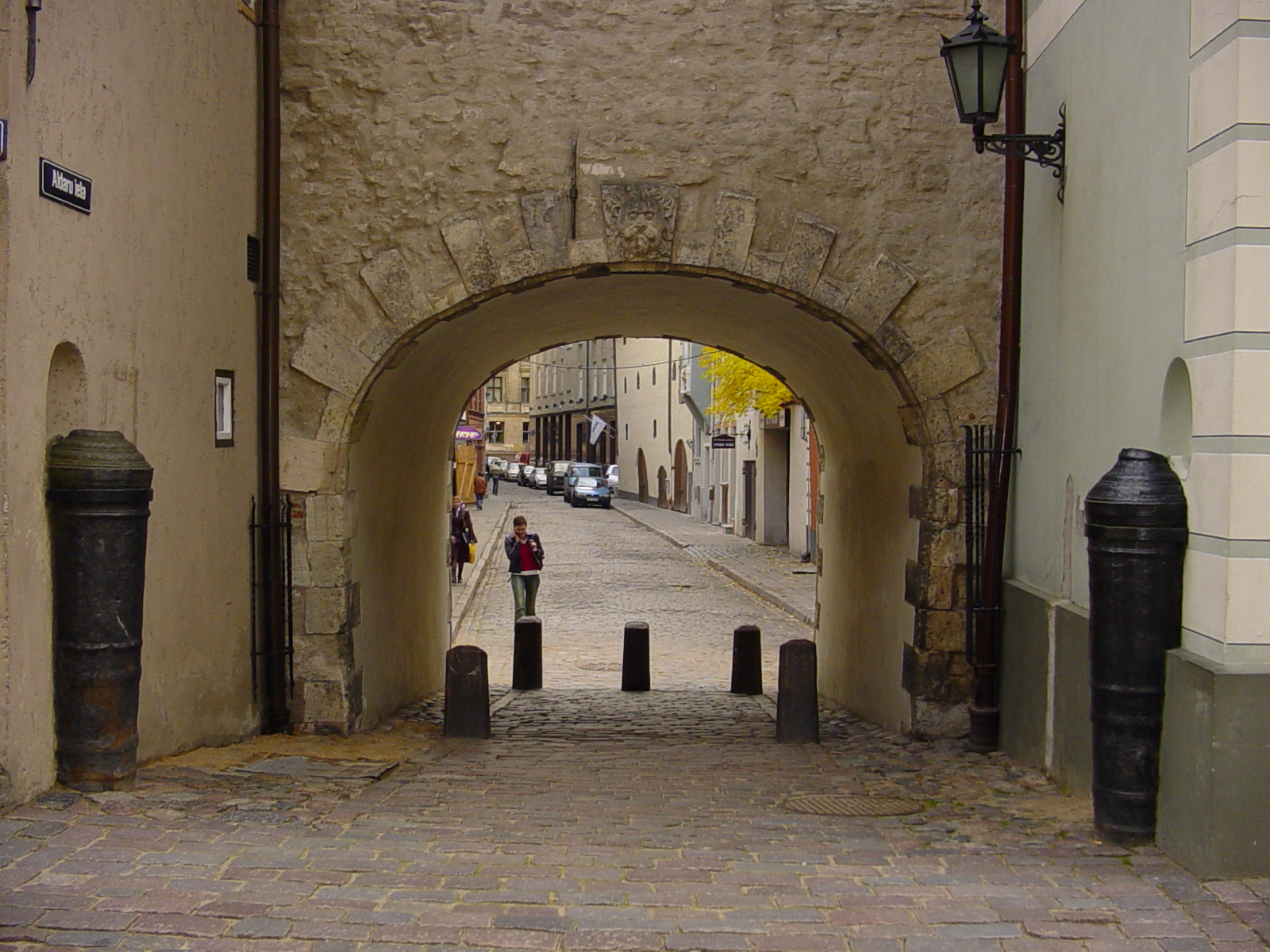
瑞典门

瑞典门是拉脱维亚首都里加旧城唯一保留下来的城门，兴建于1698年，作为里加城墙的一部分，塔街（Torņa ielā）经过此门通往城墙外的瑞典军营。